# ミュジニー
ミュジニー（musigny）はフランスブルゴーニュ地方のシャンボール＝ミュジニー村にある約10.7ヘクタールのグランクリュ（特級畑）の名称。

## 概要
- 畑は複数の所有者に分割されていて、最大の所有者はコント・ジョルジュ・ド・ヴォギュエで全体の約7割を所有、残りの区画をその他10数件が分割所有している。
- 産するワインの殆どがピノ・ノワール種から造られる赤ワインだが、コント・ジョルジュ・ド・ヴォギュエが僅かに白ワインを生産、コート・ド・ニュイ地区唯一の白のグランクリュでもある。